# Xã Ohio, Quận Bureau, Illinois
Xã Ohio (tiếng Anh: Ohio Township) là một xã thuộc quận Bureau, tiểu bang Illinois, Hoa Kỳ. Năm 2010, dân số của xã này là 823 người.